# Superintendentura Tczew-Starogard Ewangelickiego Kościoła Unijnego
Superintendentura Tczew-Starogard Ewangelickiego Kościoła Unijnego – jednostka organizacyjna Ewangelickiego Kościoła Unijnego w Polsce istniejąca w okresie II Rzeczypospolitej i obejmująca grupę gmin kościelnych (zborów) czyli parafii tego Kościoła, skupionych wokół miast Tczew i Starogard.

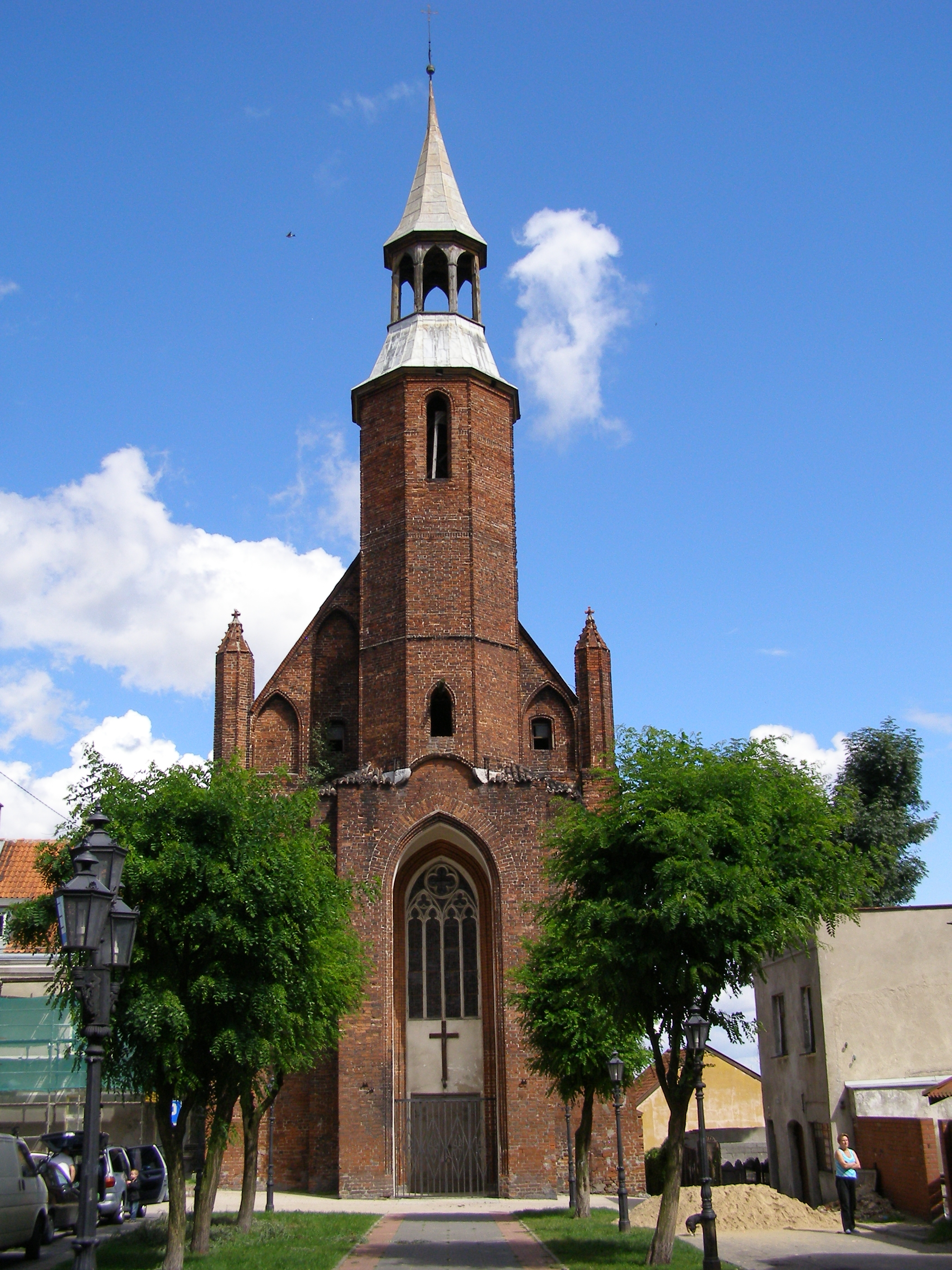
Dawny kościół ewangelicko-unijny w Tczewie, obecnie katolicki kościół św. Stanisława

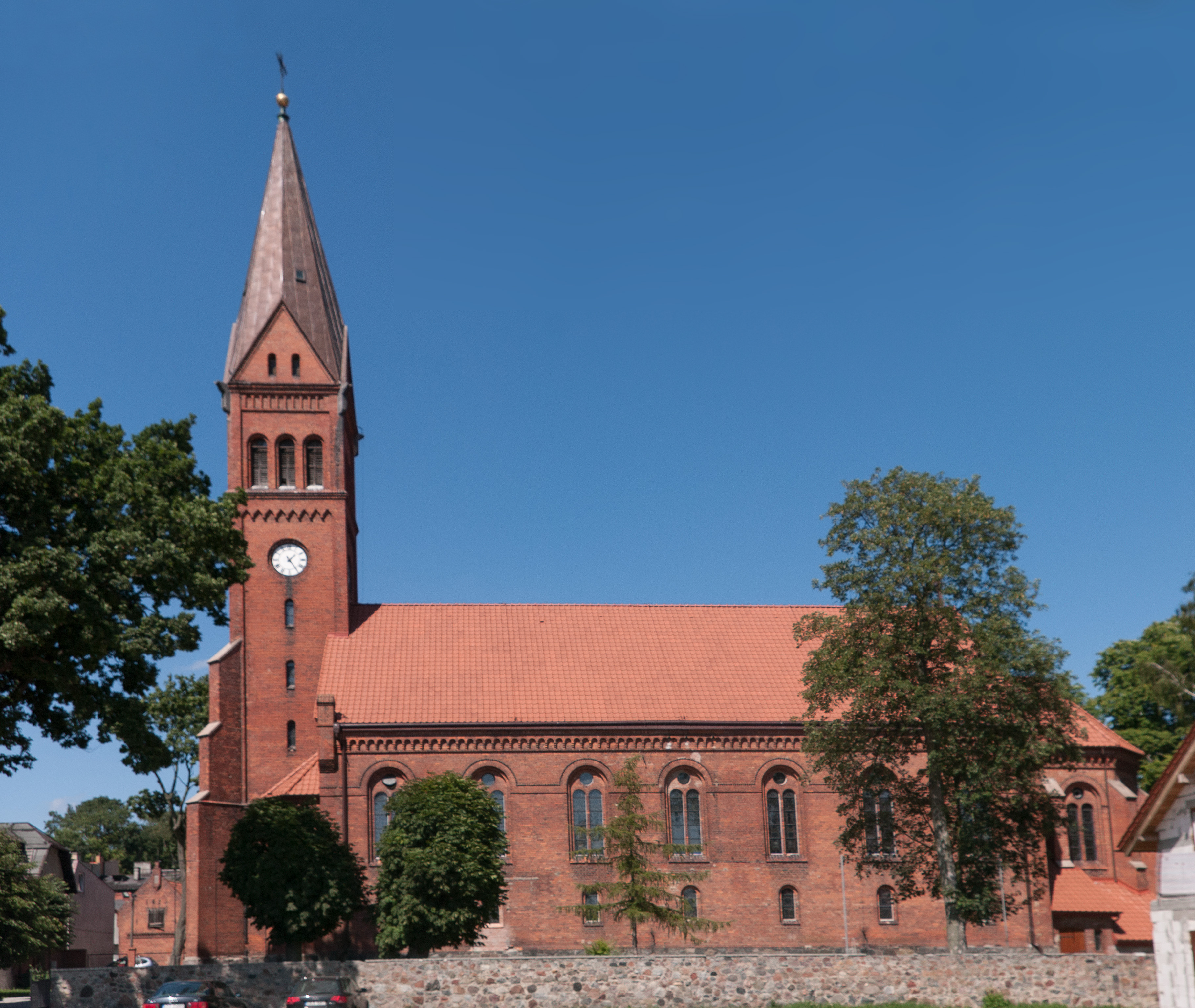
Dawny kościół ewangelicko-unijny w Skarszewach, obecnie katolicki kościół św. Maksymiliana Marii Kolbe

## Dane statystyczne
| Parafia                        | Liczba wiernych (1937) |
| ------------------------------ | ---------------------- |
| Tczew                          | 1400                   |
| Swarożyn pow. Tczew            | 300                    |
| Turze pow. Tczew               | 650                    |
| Gniew Opaleniec pow. Tczew     | 520                    |
| Rudno pow. Tczew               | 432                    |
| Nowy Barkocin pow. Kościerzyna | 1020                   |
| Kościerzyna                    | 440                    |
| Borzechowo pow. Starogard      | 652                    |
| Płociczno pow. Kościerzyna     | 104                    |
| Huta pow. Starogard            | 82                     |
| Lipusz pow. Kościerzyna        | 20                     |
| Nowe Polaszki pow. Kościerzyna | 847                    |
| Podleś Wielki pow. Kościerzyna | 225                    |
| Krąg pow. Starogard            | 453                    |
| Pogódki pow. Kościerzyna       | 500                    |
| Skarszewy pow. Kościerzyna     | 1770                   |
| Skórcz pow. Starogard          | 472                    |
| Starogard                      | 1410                   |